# Movimento del 30 maggio

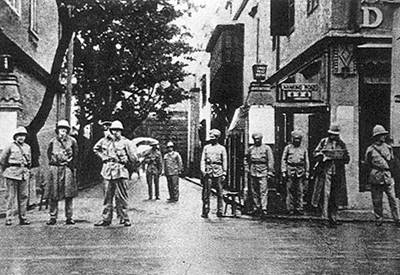
Poliziotti britannici e sikh, Shanghai, 1925.

Il movimento del 30 maggio (五卅运动S, wǔsà yùndòngP, 30 maggio 1925) è stato un movimento operaio e antimperialista che operò durante la Prima repubblica cinese. Ebbe inizio quando gli agenti della polizia municipale britannica (Impero britannico) della Concessione internazionale della città di Shanghai  aprirono il fuoco contro i manifestanti cinesi. La sparatoria scatenò la disapprovazione internazionale e proteste contro gli stranieri in Cina.

## Origini
La seconda guerra Zhili-Fengtian, tra la potente Cricca del Fengtian e quella di Zhili, fu la più distruttiva delle crisi che la Cina conobbe dal 1911, dalla Rivoluzione Xinhai guidata da Sun Yat-sen che aveva istituito la Repubblica. Il governo controllato dalla cricca di Zhili, sostenuta da interessi commerciali anglo-americani, venne estromesso dal capo dei signori della guerra pro-Giappone, Zhang Zuolin, signore del Fengtian che, nel mese di novembre 1924, istituì un governo guidato da Duan Qirui. Ma la guerra lasciò un governo centrale in bancarotta e Duan aveva poca autorità al di fuori di Pechino. Il potere al Nord era condiviso tra Zhang e Feng Yuxiang, capo del Guominjun, sostenuti dai sovietici. Il sostegno dell'opinione pubblica cadde molto in basso, tanto che al Sud vennero denigrati i militaristi del Nord chiamandoli junfa (军阀S, jūnfáP, lett. "signori della guerra"). Con le sue tendenze monarchiche e la sua base nella conservatrice Manciuria, Zhang rappresentava l'estrema destra nella politica cinese e poteva trovare pochi sostenitori nel sud della Cina.
Inoltre, negli anni 1922-1923, si verificarono importanti scioperi locali, in particolare nel porto di Hong Kong, paralizzato dallo sciopero di 100.000 operai e impiegati tra il gennaio e marzo 1922. Ma il movimento sindacale cinese stava affrontando i signori della guerra più che l'Occidente o il Giappone. Wu Peifu repressee brutalmente uno sciopero delle ferrovie sulla linea Pechino-Hankou, uccidendo quattro persone e ferendone molte altre. Nel 1924, il Kuomintang nazionalista e il Partito Comunista Cinese si allearono creando il Primo Fronte Unito e un'amministrazione, nella provincia meridionale di Guangdong, con l'aiuto non ufficiale dell'Unione Sovietica.
Approfittando del lutto nazionale, in seguito alla morte dell'eroe della Repubblica cinese Sun Yat-sen, il 12 marzo il Kuomintang organizzò manifestazioni pro-cinesi, anti-imperialiste e anti-occidentali nelle principali città cinesi.. I gruppi comunisti avevano una maggiore capacità di creare problemi a Shanghai, dove la manodopera locale era afflitta da problemi di mancanza di ispezioni legali nelle fabbriche o di ricorsi per i reclami dei lavoratori.
Durante i primi mesi del 1925, si moltiplicarono scioperi e conflitti tra lavoratori cinese e gestione giapponese. Il 15 maggio 1925 un caposquadra giapponese uccise un operaio cinese, Ku Cheng-hung, in una filatura giapponese nella Concessione internazionale di Shanghai. Nelle settimane seguenti, rendendo Ku Cheng-hung un martire, i sindacati e i gruppi studenteschi cinesi organizzarono numerose manifestazioni e scioperi contro le industrie straniere, comprese quelle giapponesi.

## L'incidente

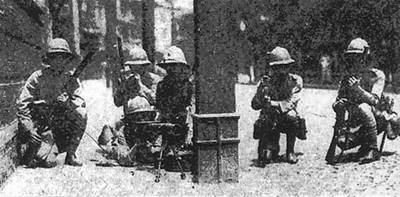
Poliziotti britannici, Shanghai, 1925.

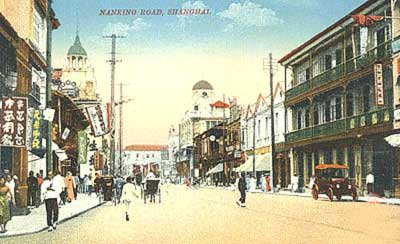
Via Nanchino negli anni 1920.

La mattina del 30 maggio, la polizia municipale di Shanghai arrestò quindici capi di una manifestazione studentesca che si stava svolgendo in via Nanchino, e nelle strade adiacenti, a Shanghai, nella zona internazionale. I manifestanti arrestati vennero portati nella stazione di polizia di Louza (Laozha) che, nel pomeriggio, venne bloccata da un'enorme folla di cinesi. I manifestanti chiesero che i detenuti fossero consegnati a loro, e alcuni di loro entrarono nella stazione nella quale erano presenti soltanto una dozzina di poliziotti. Secondo la polizia e i testimoni la folla gridava "morte agli stranieri!", nei momenti precedenti all'inizio degli spari, e la manifestazione cominciò ad essere violenta. Verso le quindici e trenta, il comandante della stazione di polizia sparò sulla folla con il suo revolver.
I poliziotti sikh e cinesi aprirono quindi il fuoco a loro volta. Almeno quattro manifestanti vennero uccisi all'istante, molti altri rimasero feriti, cinque dei quali morirono più tardi. Secondo altre fonti, vennero uccisi dodici manifestanti, ed altre decine rimasero feriti.

## Conseguenze
Nei giorni che seguirono, commercianti e operai scioperarono. Scioperi, associati a violente manifestazioni e rivolte, tendenti a conquistare la Cina e a fermare l'economia. Nel 1925 le fabbriche straniere impiegarono più manodopera di quelle cinesi e due terzi dell'industria del cotone era concentrata a Shanghai e a Qingdao. A Canton, il 23 giugno, una cinquantina di cinesi vennero uccisi dai franco-britannici.
Le richieste dei manifestanti erano principalmente nazionalistiche: la partenza delle truppe straniere e il ritorno delle concessioni straniere alla Cina. Ne beneficiò il Partito Comunista Cinese, perché il movimento si sviluppava principalmente nella classe lavoratrice: nel gennaio 1925 contava meno di 1000 iscritti, ma in novembre erano diventati 10.000 e nel luglio del 1926, 30.000. Allo stesso modo venne rilanciato il movimento sindacale: nel maggio 1926 aveva 1.240.000 iscritti, il doppio dell'anno precedente.
Nel novembre 1925, quando Chiang Kai-shek stabilì il suo potere, dopo la morte di Sun Yat-sen, e gli operatori cinesi volevano riprendere i loro affari, iniziarono a diminuire scioperi e dimostrazioni, ma continuarono ad Hong Kong fino al 1926.
Gli eventi hanno ispirato il romanzo sperimentale "Shanghai", pubblicato nei primi anni '30, dell'importante autore giapponese Yokomitsu Riichi.